# L'arte di amare
L'arte di amare è il sesto libro pubblicato da Erich Fromm nel 1957.

## Contenuto
Nel saggio il filosofo tedesco intende mostrare come l'amore sia una vera e propria arte e, in quanto tale, come ogni tentativo di amare sia destinato al fallimento senza uno sviluppo attivo della propria personalità e senza la capacità di amare il prossimo con fede, umiltà e coraggio.
Nel corso dell'opera il sociologo richiama la mitologia greca e l'Antico Testamento, descrive il sadismo e il masochismo e critica Sigmund Freud e la sua concezione patriarcale del sesso.

## Edizioni
- Erich Fromm, L'arte d'amare, traduzione di Marilena Damiani, collana Il Saggiatore, Arnoldo Mondadori Editore, 1963.

- Erich Fromm, L'arte di amare, traduzione di Marilena Damiani, collana I saggi, Arnoldo Mondadori Editore, 1986,  p. 134, ISBN 88-04-35172-1.